# Sera Kutlubey
Sera Kutlubey é uma atriz Turca conhecida por seu papel como Cemre Yilmaz na série de televisão turca Zalim İstanbul, o que a levou a obter grande reconhecimento .

## Carreira
Sera nasceu em Istambul, Turquia em 1997. Desde pequena ela se sentiu atraída por atuar, então ela estudou Teatro na Universidade de Haliç e performance e dicção na Academia de Ciências da Comunicação em Baskent. Ele teve sua primeira experiência de atuação com a série Kehribar em 2016, continuou sua carreira na televisão onde interpretou Hasret na série de televisão Babam ve Ailesi e Seher na série de televisão İsimsizler. Em 2019 ele ganhou fama como o personagem de Cemre Yilmaz na série de televisão Zalim İstanbul com o qual recebeu grandes elogios.

## Filmografia
| Ano       | Título          | Papel        | Nota(s)           |
| --------- | --------------- | ------------ | ----------------- |
| 2016      | Kehribar        | Leyla jovem  | Função de suporte |
| 2016      | Babam ve Ailesi | Hasret       | Função de suporte |
| 2017      | İsimsizler      | Seher        | Função de suporte |
| 2019–2021 | Zalim İstanbul  | Cemre Yilmaz | Papel principal   |
| 2021      | Hercai          | Azra         | Função de suporte |
| 2022-2023 | Iyilik          | Damla Dinçer | Papel principal   |
| 2023      | Adım Farah      | Merjan Azadi | Função de suporte |

## Prémios
| Prémios e Indicações | Prémios e Indicações            | Prémios e Indicações              | Prémios e Indicações |
| Ano                  | Prémio                          | Categoria                         | Resultado            |
| -------------------- | ------------------------------- | --------------------------------- | -------------------- |
| 2019                 | Pantene Golden Butterfly Awards | Melhor Casal de TV (Cenk & Cemre) | Indicado             |
| 2010                 | Golden Summit and Career Awards | Prêmio de Melhor Atriz do Ano     | Venceu               |